# Afryka Południowo-Zachodnia
Afryka Południowo-Zachodnia (ang. South-West Africa, afr. Suidwes-Afrika) – terytorium zależne Południowej Afryki istniejące w latach 1920–1990, zajmujące obszar współczesnej Namibii.
W latach 1920–1945 było to terytorium mandatowe Ligi Narodów administrowane przez Związek Południowej Afryki, ustanowione w następstwie I wojny światowej na obszarze dawnej Niemieckiej Afryki Południowo-Zachodniej. Po 1945 roku rząd południowoafrykański prowadził działania na rzecz aneksji terytorium, wbrew woli Organizacji Narodów Zjednoczonych, która przewidywała przekształcenie go w terytorium powiernicze, a w dalszej perspektywie jego niepodległość. Na przestrzeni lat status terytorium pozostawał kwestią sporną między Południową Afryką a społecznością międzynarodową. Południowa Afryka sprawowała kontrolę nad terytorium do 1990 roku, kiedy uzyskało ono niepodległość jako Namibia, kończąc proces dekolonizacji Afryki. 

## Historia
W latach 1884–1915 terytorium obecnej Namibii znajdowało się pod kontrolą niemiecką, jako Niemiecka Afryka Południowo-Zachodnia (niem. Deutsch-Südwestafrika). W 1915 roku, podczas I wojny światowej, wojska południowoafrykańskie przeprowadziły zwycięską kampanię przeciw Niemcom, przejmując kontrolę nad kolonią. W 1920 Południowa Afryka otrzymała od Ligi Narodów mandat nad tym terytorium. Rząd południowoafrykański wkrótce podjął działania na rzecz integracji terytorium.
Po II wojnie światowej władze południowoafrykańskie nie zgodziły się na przekształcenie Afryki Południowo-Zachodniej w terytorium powiernicze ONZ. Tym samym stała się ona faktyczną kolonią RPA. Doprowadziło to do zaostrzenia się konfliktu między rządem południowoafrykańskim a miejscowymi ruchami niepodległościami, zwłaszcza z powstałym w 1960 SWAPO.
W 1966 Zgromadzenie Ogólne ONZ uchwaliło rezolucję odbierającą RPA mandat nad Afryką Południowo-Zachodnią. W 1971 Międzynarodowy Trybunał Sprawiedliwości uznał południowoafrykańską kontrolę nad tym regionem za nielegalną.
Ostatecznie terytorium Afryki Południowo-Zachodniej uzyskało niepodległość 21 marca 1990 roku, przyjmując nazwę Namibia.

### Walvis Bay
Miasto Walvis Bay, największy port morski obecnej Namibii, było w latach 1922–1977 administrowane jako część Afryki Południowo-Zachodniej, choć formalnie nie wchodziło w skład terytorium mandatowego Ligi Narodów. Port ten znajdował się w posiadaniu brytyjskim od 1878 roku; od 1910 stanowił integralną część Południowej Afryki, jako jej eksklawa. W 1978 roku powrócono do bezpośredniej administracji przez władze południowoafrykańskie. Wkrótce po uzyskaniu niepodległości przez Namibię, od 1992 roku miasto było wspólnie administrowane przez oba państwa. W 1994 roku zostało odstąpione Namibii.